# Johanna Kandl
Johanna Kandl (* 18. März 1954 in Wien) ist eine österreichische Künstlerin. Sie lebt in Wien und Berlin und arbeitet überwiegend in den Medien Malerei und Videokunst.

## Leben
Johanna Kandl studierte von 1971 bis 1980 an der Akademie der bildenden Künste in Wien, u. a. bei Wolfgang Hollegha, und in Belgrad Malerei und Restaurieren. Seit 1979 realisierte sie zahlreiche Ausstellungen und Projekte im In- und Ausland. Sie war in Georgien, Aserbaidschan, Ukraine, Russland, Polen, Rumänien, Litauen, Ex-Jugoslawien und Tschechien künstlerisch und kuratorisch tätig.
Seit 1997 ist sie mit dem österreichischen Foto- und Videokünstler Helmut Kandl (* 1953 als Helmut Schäffer) verheiratet, mit dem sie zahlreiche Projekte realisiert. Ihr Bruder ist der Fotograf und Autor Leo Kandl (* 1944).

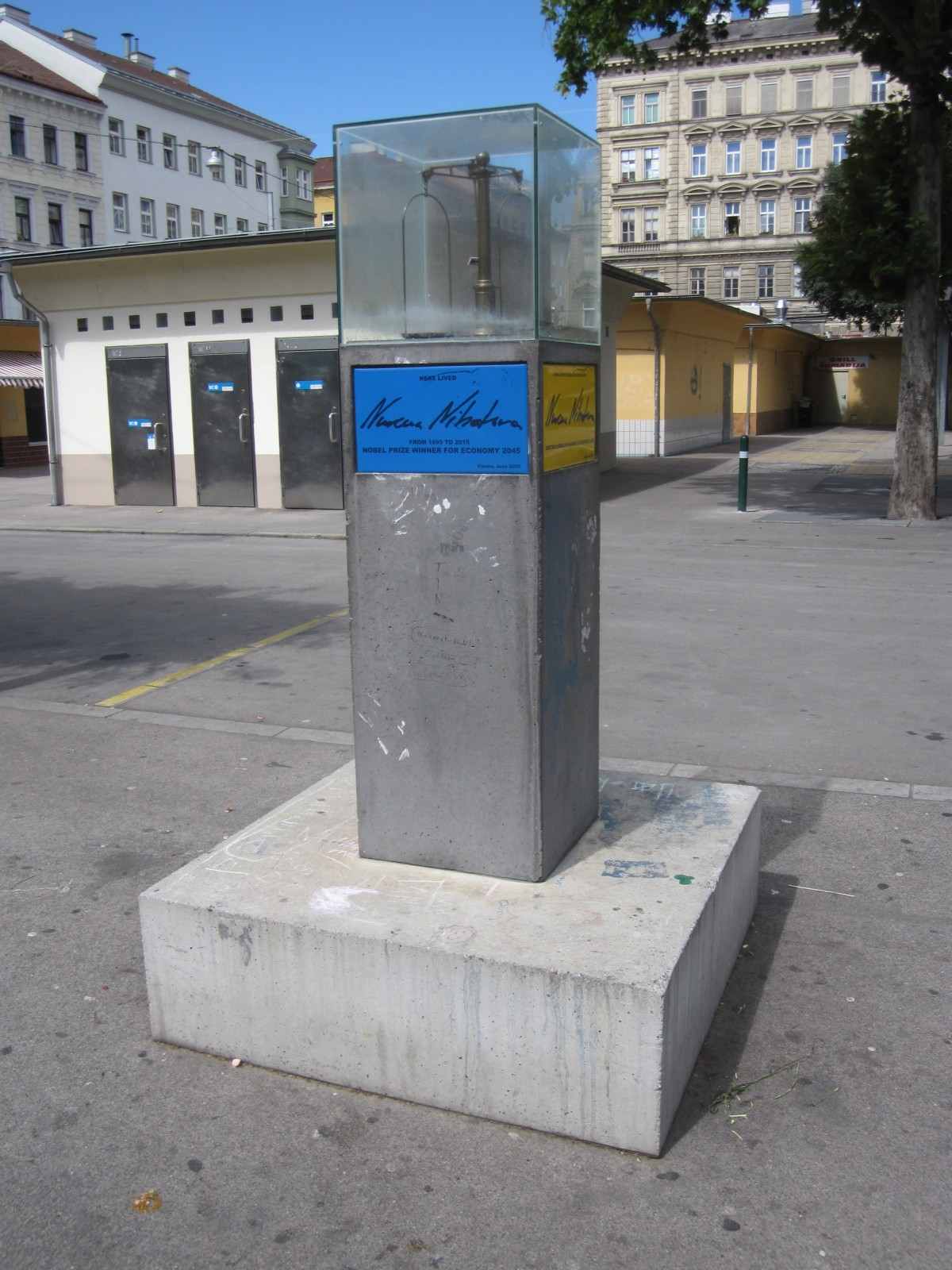
Denkmal für eine Nobelpreisträgerin

Im Jahr 2006 schuf sie auf dem Volkertmarkt im 2. Wiener Gemeindebezirk die Konzeptskulptur Denkmal für eine Nobelpreisträgerin. Das Werk wurde im März 2017 von Unbekannten gestohlen und wird von der Kriminalpolizei gesucht.
Von 2005 bis 2013 hatte sie eine Professur an der Universität für angewandte Kunst Wien, Abteilung Malerei inne.

## Ausstellungen
- 2019 Johanna Kandl. Material. Womit gemalt wird und warum, Unteres Belvedere[2]
- 2017 Jakob Lena Knebl. Oh…, Museum Moderner Kunst Stiftung Ludwig
- 2017 Spiegelnde Fenster. Reflexionen von Welt und Selbst, 21er Haus (Group Exhibition)
- 2016 5 Years of Aa Collections, Aa Collections (Group exhibition)
- 2016 Road*Registers. Aufzeichnungen mobiler Lebenswelten, xhibit (Group exhibition)
- 2016 Präsentation Andreas Binder, Galerie Andreas Binder, viennacontemporary 2016
- 2016 Sonja Gangl, Johanna Kandl, Deborah Sengl, Galerie Gölles (Group exhibition)
- 2016 Aus der Sammlung: Stadt in Bewegung, Landesgalerie Linz am Oberösterreichischen Landesmuseum (Group exhibition)
- 2015 Politischer Populismus, Kunsthalle Wien (Group exhibition)
- 2015 GIRLS, Dessous / Halb 7 (Group exhibition)[3]
- 2015 Johanna Kandl. Konkrete Kunst, Essl Museum (Solo Exhibition)

## Preise / Stipendien
- 2002 Würdigungspreis für Bildende Kunst des Landes Niederösterreich
- 1995 Preis der Stadt Wien

## Mitgliedschaften
- IG Bildende Kunst, Wien / Österreich
- Vereinigung Bildender Künstlerinnen, Wien / Österreich

## Rezeption
- Almuth Spiegler: Künstler, mischt euch ein!. in: Die Presse online. 5. November 2015 – Mention2015
- Michael Huber: Vereinfacher gegen Verkomplizierer. in: Kurier online. 5. November 2015 – Mention2015
- Roman Gerold: Verkaufe Holzplatten in gutem, bemaltem Zustand. in: Der Standard online. 20. Oktober 2015 – Mention2015
- Kandl-Personale im Essl Museum. in: ORF.at. 8. Oktober 2015 – Mention2015
- Brigitte Borchhardt-Birbaumer: Labor mitten im Geschehen. in: Wiener Zeitung online. 29. September 2015 – Mention2015
- Brigitte Borchhardt-Birbaumer: Abendland und Morgenland im Angesicht des Todes. in: Wiener Zeitung online. 8. Oktober 2014 – Mention2014
- Anne Katrin Feßler: Neues Brauchtum und Sklaverei auf dem Barbieschiff. in: Der Standard online. 14. August 2014 – Mention2014
- Almuth Spiegler: Essl: „Ich habe die Jagd noch nie gemocht“. (Memento vom 27. Oktober 2017 im Internet Archive) in: Die Presse online. 2. Februar 2009 – Mention2009
- Thomas Trenkler: Bast und Mitstreiter fordern Kunstministerium. in: Der Standard online. 8. Oktober 2008 – Mention2008
- Christa Benzer: Lokalaugenschein im Ziel-2-Gebiet. 18. Juli 2007 – Mention